# أرجمند
أرجمند (بالفارسية: ارجمند) هي مدينة في محافظة طهران في إيران. تقع هذه المدينة في منطقة أرجمند التابعة لمدينة فيروزكوه. يقدر عدد سكانها بـ 1,688 نسمة .